# Diversidad sexual en Bermudas
Las personas lesbianas, gays, bisexuales y transgénero (LGBT) en Bermudas, un territorio británico de ultramar, enfrentan desafíos legales que no experimentan las personas no LGBT. La homosexualidad es legal en Bermudas, pero el territorio ha tenido durante mucho tiempo la reputación de ser homofóbico e intolerante. Desde 2013, la Ley de derechos humanos prohíbe la discriminación por motivos de orientación sexual.
Bermudas ha estado en el centro de atención internacional en los últimos tiempos por la legalización del matrimonio entre personas del mismo sexo. Dichos matrimonios fueron legalizados por primera vez por la Corte Suprema en mayo de 2017. Sin embargo, el Gobierno posteriormente aprobó una ley que prohíbe el matrimonio entre personas del mismo sexo y lo reemplaza por parejas de hecho. Luego, esta ley fue anulada en junio de 2018 por la Corte Suprema y nuevamente en noviembre de 2018 por la Corte de Apelaciones, y desde que esta última falló, las parejas del mismo sexo tenían libertad para casarse en el territorio. Sin embargo, el 14 de marzo de 2022, el Comité Judicial del Consejo Privado falló en contra del Tribunal de Apelación y prohibió una vez más el matrimonio entre personas del mismo sexo.

## Ley sobre la actividad homosexual
Antes de 1994, el sexo anal y el sexo oral (tanto para homosexuales como para heterosexuales) eran ilegales y se castigaban con hasta diez años de prisión. La actividad lésbica nunca ha sido ilegal en Bermudas. Tras la aprobación del proyecto de ley Stubbs en 1994, la conducta sexual consensuada en privado se legalizó en Bermudas, pero con una edad de consentimiento mayor para la conducta sexual masculina gay a los 18 años, que la edad de consentimiento de 16 años para la conducta sexual heterosexual y lésbica. Esta discrepancia sobre la edad de consentimiento constituía una clara violación de la Convención Europea de Derechos Humanos. El 1 de noviembre de 2019 entró en vigor una ley que modifica el Código Penal y establece una edad universal de consentimiento para las relaciones sexuales anales consentidas en 18 años. Para 2023 la edad de consentimiento aún no es igual, ya que es de 16 años para todas las personas y de 18 para las personas que tienen relaciones sexuales anales consensuales.
En 2019 se derogó una disposición del Código Penal relativa a las indecencias graves entre hombres.

## Reconocimiento de las relaciones entre personas del mismo sexo
El matrimonio entre personas del mismo sexo no está legalmente disponible en Bermudas desde 2022. En noviembre de 2015, la Corte Suprema de Bermudas dictaminó permitir a las parejas binacionales del mismo sexo los mismos derechos en el empleo y los beneficios que todos los demás cónyuges en Bermudas. En respuesta, los políticos decidieron celebrar un referéndum no vinculante sobre el matrimonio entre personas del mismo sexo, que se celebró el 23 de junio de 2016. Se hicieron dos preguntas a los votantes; si estaban a favor de los matrimonios entre personas del mismo sexo y si estaban a favor de las uniones civiles entre personas del mismo sexo. Ambas propuestas fueron rechazadas por el 60-70% de los votantes, aunque el referéndum no fue válido ya que se presentó menos del 50% de los votantes elegibles.
A principios de 2017, la Corte Suprema deliberó sobre un caso presentado por una pareja de hombres del mismo sexo (Winston Godwin y Greg DeRoche), a quienes se les negó su solicitud de licencia de matrimonio en julio de 2016. En mayo de 2017, el juez Charles-Etta Simmons hizo el fallo histórico de que la pareja había sido discriminada y que la Ley de Matrimonio de 1944 era incompatible con las disposiciones de la sección 2 (2) (a) (ii) tal como se lee con la sección 5 de la Ley de Derechos Humanos de Bermudas, ya que constituían diferencias deliberadas tratamiento basado en la orientación sexual. El fallo tuvo el efecto de legalizar el matrimonio entre personas del mismo sexo en Bermudas.
Luego de las elecciones generales a mediados de 2017, el nuevo gobierno del PLP aprobó una ley que reemplaza el matrimonio entre personas del mismo sexo por el reconocimiento de parejas de hecho en diciembre de 2017. La Corona británica no cuestionó el cambio y el gobernador de Bermudas dio su aprobación real a la ley el 7 de febrero de 2018. La ley entró en vigor el 1 de junio de 2018 y Bermudas se convirtió en el primer territorio del mundo en revertir de manera efectiva los derechos de matrimonio de las parejas del mismo sexo mediante legislación. Varios políticos internacionales y organizaciones de derechos de los homosexuales criticaron el cambio y argumentaron que la medida dañaría la industria turística de la isla.
Para abril de 2018, se presentaron dos recursos contra la ley ante la Corte Suprema. El tribunal escuchó el asunto en mayo de 2018 y emitió un fallo el 6 de junio de 2018. El tribunal revocó las partes de la ley que prohibían a las parejas del mismo sexo casarse, aunque también acordó suspender el fallo para permitir que el Gobierno apelara ante la Corte de Apelación, la cual confirmó el fallo de la Corte Suprema el 23 de noviembre de 2018, lo que permitió que los matrimonios entre personas del mismo sexo se reanudaran una vez más en Bermudas. El 14 de marzo de 2022, el Comité Judicial del Consejo Privado falló a favor del Fiscal General, quien estaba apelando el fallo del Tribunal de Apelación, prohibiendo una vez más el matrimonio entre personas del mismo sexo. En julio de 2022, se aprobaron leyes en Bermudas para retroactivar formalmente la legalidad del matrimonio entre personas del mismo sexo antes de marzo de 2022.

## Adopción y crianza
En febrero de 2015, el juez Hellman J de la Corte Suprema de Bermudas dictó un fallo en el que determinó que se había encontrado discriminación directa por motivos de estado civil y discriminación indirecta por motivos de orientación sexual, cuando una pareja del mismo sexo se le había negado la posibilidad de solicitar una adopción en Bermudas. Como resultado, la Ley de Adopción de Niños se aplica por igual a las parejas casadas y no casadas (y, en consecuencia, a las parejas del mismo sexo). Por lo tanto, las parejas del mismo sexo pueden adoptar.

## Protecciones contra la discriminación
En 2013, el Parlamento de Bermudas aprobó una legislación que prohíbe la discriminación por motivos de orientación sexual.
Antes de esta legislación, la Comisión de Derechos Humanos de Bermudas había recomendado repetidamente que el Gobierno de Bermudas cambiara las leyes contra la discriminación para incluir la orientación sexual. A fines de 2004, prometió enmendar la Ley de derechos humanos de 1981 para cubrir la orientación sexual, pero a fines de 2005 el asunto parecía haberse abandonado silenciosamente hasta el año siguiente. En 2006, se propuso una enmienda a la Ley en la Cámara de la Asamblea, pero el Parlamento se negó incluso a discutir el tema. En diciembre de 2006, se formó un grupo activista llamado "Dos palabras y una coma" para presionar al gobierno de Bermudas para que modificara la ley. Tras su repentina renuncia al Gabinete en 2009, el exministro de Cultura Dale Butler planteó la cuestión de la enmienda y dijo que tenía la intención de presentar un proyecto de ley enmendado en el otoño de 2009, pero que ahora era responsabilidad de la nueva ministra de Cultura, Neletha Butterfield. Butterfield respondió que todavía estaba siendo informada sobre el funcionamiento del Ministerio y, por lo tanto, no podía comentar sobre planes futuros. En noviembre de ese año, luego de una mención en el discurso anual del trono de que se iba a enmendar la Ley de Derechos Humanos, circuló el rumor de que esto incluiría la protección de los homosexuales. El secretario de prensa del primer ministro Ewart Brown pareció confirmar el rumor, pero fue refutado tanto por la Comisión de Derechos Humanos como por la ministra Butterfield, quien comentó que aún se estaba investigando una cláusula de orientación sexual. No fue sino hasta 2013 que se modificó la Ley de Derechos Humanos para incluir la orientación sexual.
Los bermudeños habían intentado apelar al Parlamento británico con respecto a la discriminación LGBT, lo que llevó al Comité de Asuntos Exteriores a recomendar que el gobierno británico debería tomar medidas para extender los derechos humanos en los Territorios Británicos de Ultramar, de los cuales el Reino Unido es responsable en última instancia.
Los derechos humanos de Bermudas en general no tienen una reputación favorable. A mediados de 2008, Bermudas fue el único territorio británico de ultramar que se negó a unirse a una iniciativa de derechos humanos de cuatro años organizada por la Commonwealth Foundation.

## Identidad y expresión de género
No hay reconocimiento legal de las personas transgénero y, por lo tanto, por omisión, no hay protección contra la discriminación.
La capacidad de las personas para expresar su identidad de género suele ser difícil; por ejemplo, en 2006, el Gobierno intentó prohibir que Mark Anderson, también conocida como la drag queen "Reina de las Bermudas" Sybil, participara en un desfile, afirmando que contradecía las costumbres y sensibilidades locales. A mediados de 2009, se anunció que los bermudeños homosexuales participarían en el Orgullo de Londres, con una marcha estimada de 30 residentes LGBT londinenses de Bermudas, y que esperaba seguir los pasos de Anderson y participar en un futuro desfile del Día del Orgullo de Bermudas. Los bermudeños homosexuales dudaron, sin embargo, de que hubiera una participación a gran escala por temor a las repercusiones contra sus familias.

## Servicio militar
El Regimiento Real de Bermudas no discrimina por motivos de orientación sexual, ya que está formado por reclutamiento aleatorio al estilo de una lotería. Oficialmente, los miembros del Regimiento tienen prohibido discriminar o acosar a los soldados LGBT. Sin embargo, se ha informado que tales actividades son toleradas por los oficiales, hasta el punto de que un recluta describió al Regimiento como "el entorno más homofóbico que existe".

## Donación de sangre
Los hombres homosexuales y bisexuales pueden donar sangre con la Junta de Hospitales de Bermudas si no han tenido relaciones sexuales con otro hombre en los últimos 12 meses. Asimismo, las mujeres que tienen relaciones sexuales con hombres que tienen sexo con hombres son diferidas por un período de 12 meses.

## Condiciones de vida
Bermudas es una sociedad socialmente conservadora, aunque se considera que la generación más joven es cada vez más liberal culturalmente. Las demostraciones abiertas de afecto entre parejas del mismo sexo pueden ofender. Varios bermudeños homosexuales, que desde entonces se mudaron al Reino Unido (en particular a Londres), han informado de un clima de intensa homofobia en las Bermudas, donde las personas LGBT son acosadas y discriminadas de forma rutinaria.
A partir de 2018, hay una serie de lugares gay-friendly en Bermudas, incluidos restaurantes, hoteles y bares.
El primer desfile del orgullo gay en Bermudas se llevó a cabo en la capital, Hamilton, el 31 de agosto de 2019. Asistieron unas 6000 personas.

### Turismo
El turismo es un aspecto importante de la economía de Bermudas. En 2007, la empresa LGBT R Family Vacations, con el apoyo del Primer Ministro y Ministro de Turismo y Transporte, Ewart Brown, consideró hacer de Bermudas uno de sus destinos. Un aliado cercano de Brown, Andre Curtis, quien dirigió una controvertida iniciativa de "Turismo basado en la fe" para el primer ministro, se opuso a la visita, organizando unas ochenta iglesias en un grupo interreligioso llamado "Unidos por la fe" para protestar por el viaje planeado, junto con el iglesias episcopales metodistas africanas del país. R Family decidió cambiar el itinerario para reemplazar a Bermudas con dos paradas en Florida y una isla privada. Uno de los organizadores dijo: "Si no tuviéramos niños a bordo y hubiera manifestantes, iríamos, pero no queríamos exponer a los niños a ese odio mientras estaban de vacaciones".
Irónicamente, Bermudas han sido el anfitrión del turismo gay durante muchos años. La compañía de viajes LGBT Pied Piper, por ejemplo, ha estado organizando viajes, aunque en una escala más pequeña y mucho más tranquila, al país desde 1990, sin incidentes.
Carnival Cruise Line, que tiene muchos barcos registrados en Bermudas, ha expresado su apoyo al matrimonio entre personas del mismo sexo y los derechos LGBT.